# Maraš Dukaj
Marash Dukaj (Podgorica, 2. jul 1985) je albanski političar i trenutni ministar javne uprave u Vladi Dritana Abazovića.

## Biografija
Osnovnu školu i gimnaziju je završio u Tuzima. Četvorogodišnje bachelor i specijalističke studije je završio na Učiteljskim studijama Univerziteta Crne Gore, a magistrirao je na Evropskom univerzitetu u Tirani, stekavši zvanje magistra školske psihologije.

## Karijera
Više godina je radio kao profesor razredne nastave u osnovnim školama u Tuzima.
Radio je kao novinar i urednik na TV Boin. Šest godina je obavljao funkciju Direktora direktorata u Ministarstvu prosvjete. Tokom perioda lokdauna zbog COVID-19, g. Dukaj je dao ogroman doprinos u pokretanju procesa snimanja programa na albanskom jeziku u okviru akcije Ministarstva prosvjete pod nazivom “Uči doma”. Bio je menadžer Opštine Tuzi, kao i prvi direktor “Pijace” d.o.o. Tuzi.
Polaznik je brojnih seminara, treninga i obuka iz oblasti obrazovanja i ljudskih prava. Alumnista je Škole demokratskog rukovođenja, a uspješno je završio Školu političkih studija Savjeta Evrope.
Učesnik je mnogih konferencija i foruma u zemlji i inostranstvu.
Govori albanski, crnogorski i engleski jezik.

## Politika
Marash Dukaj je trenutno politički direktor Albanske alternative, najjače albanske stranke u Crnoj Gori. Dana 28. aprila 2022. godine izabrana je nova Vlada Crne Gore na čelu sa premijerom Dritanom Abazovićem, gdje je za ministra javne uprave izabran Marash Dukaj, koji je ujedno i prvi čovjek iz albanske zajednice u Crnoj Gori koji je došao na čelo ovog ministarstva.